# امو، برونی
امو، برونی (به لاتین: Amo, Brunei) یک سکونتگاه مسکونی در برونئی است که در استان تمبورونگ واقع شده‌است.